# Motomachi (metropolitana di Sapporo)
Motomachi (元町駅?, Motomachi-eki) (H03) è una stazione della metropolitana di Sapporo situata nel quartiere di Higashi-ku, a Sapporo, Giappone, servita dalla linea Tōhō.

## Struttura
La stazione è dotata di un marciapiede laterale con due binari passanti in sotterranea e così utilizzati:
| 1 | Linea Tōhō | per Sapporo, Ōdōri e Fukuzumi |
| 2 | Linea Tōhō | per Sakaemachi                |

## Stazioni adiacenti
| «              | Servizio   | »                  |
| Linea Tōhō     | Linea Tōhō | Linea Tōhō         |
| -------------- | ---------- | ------------------ |
| Shindō-Higashi | -          | Kanjō-Dōri-Higashi |